# Ivan Gubijan
Ivan Gubijan   (Bjelovar, 14 de juny de 1923 - Belgrad, 4 de gener de 2009) va ser un atleta croat, especialista en el llançament de martell, que va competir sota bandera de Iugoslàvia durant les dècades de 1940 i 1950.
El 1948 va prendre part en els Jocs Olímpics d'Estiu de Londres, on va guanyar la medalla de plata en la prova del llançament de martell del programa d'atletisme. Quatre anys més tard, als Jocs de Hèlsinki, fou novè en la mateixa prova.
En el seu palmarès també destaca una medalla de plata als Jocs del Mediterrani de 1951. Al Campionat d'Europa d'atletisme de 1954 fou setè en la prova del llançament de martell.

## Millors marques
- Llançament de martell. 59,69 cm (1955)[2]